# Berlin (bande dessinée)
Pour les articles homonymes, voir Berlin (homonymie).
Berlin est une série de bande dessinée créée par Marvano. L'histoire est complète en 3 volumes.

## Synopsis
Les péripéties d'un équipage de bombardier de la RAF pendant la deuxième guerre mondiale.

## Albums
1. Les Sept Nains (1994)
2. Reinhard le goupil (2007)
3. Deux enfants de roi (2008)

## Publication

### Éditeurs
- Dupuis (collection « Aire libre ») : tome 1 (première édition du tome 1)
- Dargaud : tomes 1 à 3 (première édition des tomes 2 et 3)